# Melanie Clark Pullen
Melanie Clark Pullen, verheir. Melanie Maxwell (* 2. Juli 1975 in Bray, County Wicklow; † 29. März 2022), war eine irische Schauspielerin.

## Leben und Karriere
Melanie Clark Pullen wurde 1975 in dem 20 km südlich von Dublin gelegenen Bray geboren. Sie studierte Drama am Trinity College in Dublin, das sie im Juni 1997 mit dem Bachelor of Arts (Drama Studies and Modern Irish) abschloss. Unmittelbar darauf wurde sie für die Rolle der Mary Flaherty in der BBC Soap Opera EastEnders besetzt, die sie 1999 nach 134 Folgen verließ. In der Folgezeit war sie vorzugsweise in Fernsehproduktionen zu sehen. Im deutschsprachigen Raum wurde sie durch ihr Mitwirken in der 2011 im ZDF ausgestrahlten britischen Krimireihe George Gently – Der Unbestechliche bekannt. Als Theaterschauspielerin hatte sie unter anderem Engagements am National Theatre und am Lyttelton Theatre.
Für den 2006 von Melanie Clark Pullen in Personalunion als Produzentin, Drehbuchautorin und Regisseurin gefertigten Kurzfilm Marion agus an Banphrionsa (Marion und die Prinzessin) erhielt sie beim 51. Cork Film Festival die Auszeichnung in der Kategorie „Bester Irischsprachiger Film“.
Sie sprach neben Irisch und Englisch auch sehr gut Französisch und Deutsch. Sie war mit dem Schriftsteller Simon Maxwell verheiratet. Melanie Clark Pullen starb Ende März 2022 im Alter von 46 Jahren an den Folgen einer Krebserkrankung.

## Filmografie (Auswahl)
- 1997–1999: EastEnders (Fernsehserie, 134 Episoden)
- 2000: Lady Audley’s Secret (Fernsehfilm)
- 2000: A Dinner of Herbs (Fernsehserie, 4 Episoden)
- 2004: The Big Bow Wow (Fernsehserie, 5 Episoden)
- 2005: The League of Gentlemen’s Apocalypse
- 2006: The Clinic (Fernsehserie, 2 Episoden)
- 2010: Raw (Fernsehserie, 2 Episoden)
- 2009–2010: George Gently – Der Unbestechliche (Inspector George Gently) (Fernsehserie, 2 Episoden)
- 2011: Camelot (Fernsehserie, Episodenrolle)